# Flögeln
Flögeln – dzielnica miasta Geestland w Niemczech, w kraju związkowym Dolna Saksonia, w powiecie Cuxhaven. Do 31 grudnia 2014 gmina, wchodząca w skład gminy zbiorowej Bederkesa.